# 马灯乡
马灯乡，是中华人民共和国四川省广元市剑阁县曾经下辖的一个乡。2020年5月，撤销马灯乡，将原马灯乡马灯村、三江村、陈湾村、纯阳村所属行政区域划归开封镇管辖，原马灯乡瓦子村、双坪村、武庵村的行政区域划归武连镇管辖。

## 行政区划
马灯乡撤销前下辖以下地区：
马灯村、三江村、瓦子村、双坪村、武庵村、陈湾村和纯阳村。